# Rink van der Velde
 Der er for få eller ingen kildehenvisninger i denne artikel, hvilket er et problem. Du kan hjælpe ved at angive troværdige kilder til de påstande, som fremføres i artiklen.

Rink van der Velde (født 18. juni 1932 i Aalsum, død 17. februar 2001 i Drachten) var den mest læste frisiske forfatter i anden halvdel af det 20. århundrede. Han arbejdede også som journalist i lang tid, herunder ved Leeuwarder Courant.

## Liv og gerning
Van der Velde blev født som det femte barn og første søn af politimanden Hendrik van der Velde og Hendrikje Pilat. Han tilbragte det meste af sin barndom i skoven, fordi hans far arbejdede i Beetsterzwaag. Van der Velde gik i mellemskolen i Drachten og arbejdede derefter som landarbejder i Frankrig i et stykke tid. Fra 1953 udførte han sin militærtjeneste ved Koninklijke Marine. Derefter blev han journalist, først hos Nieuwe Dockumer Courant i Dokkum, derefter ved Drachtster Courant - den frisiske udgave af den socialistiske avis Het Vrije Volk - og til sidst ved Friese Koerier. Efter en fusion i 1992 sluttede han i Leeuwarder Courant, hvor han fortsatte med at arbejde indtil sin pension. Her skrev han blandt andet cursives (en kommentar eller fortælling i en dags- eller ugeavis om et fænomen eller en hændelse fra hverdagen, der iagttages og sættes i humoristisk lys), der angiveligt var hentet fra det fiktive ugeblad Bokwerder Belang.
Van der Velde havde været gift med Wilhelmina Bekkema siden 23. december 1955. Han døde i en alder af 68 i Drachten og blev begravet i Wetsens.

## Forfatterskab
Van der Velde debuterede i 1959 som en frisisk forfatter med en føljeton i magasinet Frysk & Frij. Hans hollandske debut fulgte i 1960 med romanen De kleine kolonie. Derefter fulgte 25 romaner, men nu alle oprindeligt skrevet på frisisk. En række af dem blev oversat til hollandsk, engelsk og ukrainsk. Van der Velde havde en præference for frisindede typer. 2. verdenskrig spiller også en vigtig rolle i hans arbejde.
Den mest værdsatte litterære er novellen "De fûke" (De fuik), hvor Van der Velde inkorporerede dramaet om arrestationen af den hemmelige agent Lodewijk van Hamel ved Tjeukemeer-søen. Filmversionen af Steven de Jong bærer den samme titel som bogen: "De Fûke". Den mest læste bog fra hans oeuvre er sandsynligvis "Feroaring fan lucht", hvoraf den 14. udgave kom ud i 2004.
Hans roman De houn sil om jim bylje, om træskomageren IJe Wijkstra, der skød fire feltvagter i 1929, blev filmet af Pieter Verhoeff under titlen Het teken van het beest i 1980. Den hollandske oversættelse af romanen fremkom samme år under den samme titel.

## Rink van der Velde-pris
Efter Van der Vales død blev Rink van der Veldepriis oprettet i 2003 af forlaget Friese Pers Boekerij og Smallingerland kommune. Det er en toårig litterær pris for original prosa på frisisk eller på et af de regionale sprog, der bruges i Frisland. Der skal skrives til en bred læserskare i Rink van der Veldees ånd. Prisen består af en statue lavet af Anne Woudwijk og en pengepræmie på 2.000 euro.

## Værker

### Romaner
- 1960 - De kleine kolonie
- 1962 - Joun healwei tolven (1965 nederlandsk oversættelse: Vanavond half twaalf)
- 1963 - Forliezers
- 1965 - Beafeart nei Saint-Martin (1968 nederlandsk oversættelse: Pelgrimage naar Saint-Martin)
- 1966 - De Fûke (1970, 1980 nederlandsk oversættelse: De Fuik)
- 1967 - Geiten, Griken en gekken
- 1968 - Rjochtdei
- 1969 - Chamsyn (1971 nederlandsk bearbejdelse af Van der Velde: Chamsien)
- 1971 - Foroaring fan lucht (1973 nederlandsk oversættelse: Verandering van lucht)
- 1975 - Pake Sytse (1986 nederlandsk oversættelse: De terugkeer van Sytze Cavalier)
- 1978 - De houn sil om jim bylje (1980 nederlandsk oversættelse: Het teken van het beest)
- 1981 - Om utens-omnibus: Jûn healwei tolven; Geiten, Griken en gekken; Chamsyn
- 1981 - De Heidenen
- 1982 - Foekje (som tegneserie, med illustrationer af Anjo Mutsaars)
- 1982 - De Ofrekken
- 1985 - De lange jacht
- 1987 - De histoarje fan kammeraet Hollanski
- 1989 - Jan Hut
- 1991 - De nacht fan Belse Madam
- 1993 - Gjin lintsje foar Homme Veldstra
- 1993 - Rjochtdei op 'e skieding
- 1995 - In fin mear as in bears (om Salomon Levy)
- 1998 - Smoarge grûn
- 1999 - Hepke
- 2000 - Alde Maaie
- 2001 - It guozzeroer

### Noveller
- 1971 - Ien foar 't ôfwennen
- 1973 - Bokwerd Vooruit
- 1974 - Stjerrende wier, heite
- 1975 - Kruidenbitter: Kroegverhalen uit Friesland
- 1977 - Bokwerd omhoog!
- 1979 - Bokwerd for ever
- 1980 - It is myn sizzen net
- 1983 - Bokwert 1
- 1985 - Bearenburger ferhalen/Berenburgse vertellingen
- 1987 - De bêste fryske ferhalen
- 1988 - Bloemlezen in Bokwerd
- 1992 - Minsken is raar guod
- 1994 - No sà
- 1997 - Sa wie 't sawat
- 2007 - De Kroechferhalen
- 2008 - Bokwerd totaal
- 2009 - De fjildferhalen

### Dramaer
- 1975 - Durk Snoad
- 1977 - De Fûke
- 1982 - B.V. De Ruskepôlle
- 1983 - Ut it singeliere libben fan Durk Snoad

## Hæderspriser
- 1975: Gysbert Japicx-prisen for Feroaring fan lucht.